# Лимански район (Одеска област)
Вижте пояснителната страница за други значения на Лимански район.
Лимански район се намира в източната част на Одеска област, Украйна. Общата му площ е 1487 км2. Административен център е селището от градски тип Доброслав.

## География
Районът се състои от 66 населени места: 3 селища от градски тип, 60 села и 3 селища.